# Mara Carfagna

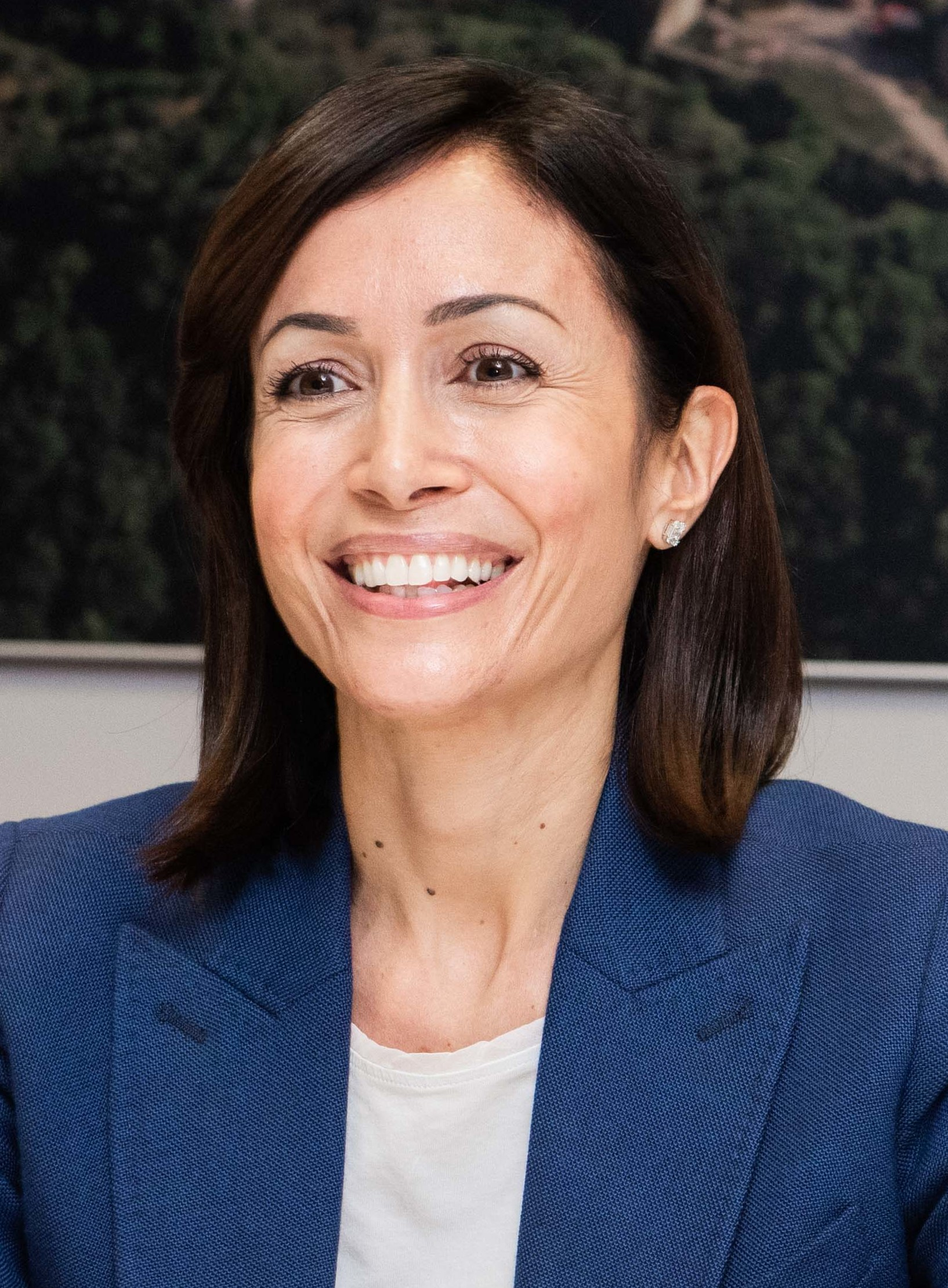
Mara Carfagna (2021)

Maria Rosaria (genannt Mara) Carfagna (* 18. Dezember 1975 in Salerno) ist eine italienische Politikerin der Partei Noi Moderati (zuvor PdL, FI, Azione). Sie gehört seit 2006 der italienischen Abgeordnetenkammer an und war von 2018 bis 2021 deren Vizepräsidentin. In Silvio Berlusconis viertem Kabinett war sie von Mai 2008 bis November 2011 Ministerin für Gleichstellungsfragen. Im Kabinett Draghi war sie vom 13. Februar 2021 bis 22. Oktober 2022 Ministerin für Süditalien und territorialen Zusammenhalt. Die studierte Juristin war zuvor als Model und Fernsehmoderatorin bekannt.

## Leben
Maria Carfagna wurde 1975 in Salerno geboren. Ihr Vater war Leiter des Instituts Santa Caterina da Siena, ihre Mutter Lehrerin. Ihr Bruder ist Schönheitschirurg. Carfagna beschreibt ihre Familie als traditionell und konservativ. Nach eigenen Angaben wurde bei ihrer Erziehung besonderes Augenmerk auf Werte wie Arbeits- und Einsatzbereitschaft gelegt. 
Sie schloss das Realgymnasium (Liceo Scientifico) Giovanni da Procida in Salerno mit der Matura ab. 2001 machte sie ihren Master-of-Laws-Abschluss (mit Auszeichnung) an der rechtswissenschaftlichen Fakultät der Universität von Salerno mit einer Masterarbeit über Datenschutz und Medienrecht.
Am 25. Mai 2011 fand die Hochzeit mit dem römischen Bauunternehmer Marco Mezzaroma statt, wobei ihr politischer Förderer Silvio Berlusconi als Trauzeuge fungierte. Etwa ein Jahr später trennte sich das Paar wieder. Carfagna ist mittlerweile in zweiter Ehe verheiratet und Mutter einer Tochter.

## Karriere als Model und Moderatorin
1997 nahm Carfagna am Miss-Italien-Wettbewerb teil und erreichte den 6. Platz. Von 2000 bis 2006 trat sie als Showgirl in der Sendung La Domenica del Villaggio von Davide Mengacci auf, 2006 co-moderierte sie die Sendung Piazza Grande mit Giancarlo Magalli. Mara Carfagna wird gelegentlich mit ihrem Spitznamen „Mara La Bella“ („Mara die Schöne“) benannt. In der Vergangenheit posierte sie für Aktfotos in zahlreichen Magazinen (z. B. Maxim).

## Politische Karriere
Carfagna stieg 2004 in die Politik ein und wurde Koordinatorin für die Frauenbewegung der Partei Forza Italia in der Region Kampanien. Bei den  Wahlen 2006 wurde sie als Kandidatin für Forza Italia erstmals in die italienische Abgeordnetenkammer gewählt, bei den Wahlen 2008 und den folgenden Wahlen sodann für deren Nachfolgepartei PDL (2013 umbenannt in Forza Italia) wiedergewählt.
Am 8. Mai 2008 wurde sie zur Ministerin für Gleichberechtigung  (ohne Geschäftsbereich) in der Regierung Berlusconi berufen. Ihre Ernennung wurde aufgrund ihrer beruflichen Vergangenheit als Model international diskutiert. Auch werden anzügliche Äußerungen ihres Mentors Silvio Berlusconi über sie immer wieder thematisiert.
Am 20. November 2010 kündigte Carfagna ihren Rücktritt als Ministerin und von allen weiteren politischen Ämtern zum 15. Dezember 2010 an. Zur Begründung nannte sie vor allem den Konflikt mit Parteigrößen ihrer Heimatregion Kampanien, hier insbesondere Nicola Cosentino, aufgrund dortiger Müllbeseitigungsprobleme. Nach einem Gespräch mit Berlusconi nahm sie allerdings am 25. November ihren Rücktritt zurück und kündigte gleichzeitig die Heirat mit ihrem Lebensgefährten Marco Mezzaroma an. Das Ministeramt hatte sie bis zum 16. November 2011 inne.
Am 13. Februar 2021 wurde sie zur Ministerin für Süditalien und territorialen Zusammenhalt im Kabinett Draghi ernannt, in dem über politische Lagergrenzen hinweg fast alle parlamentarischen Parteien vertreten waren. Nach dem Rücktritt von Mario Draghi von seinem Amt als Ministerpräsident im Juli 2022, gab sie ihren Parteiaustritt bekannt. Zuvor hatte ihre Partei, die Forza Italia, bei einem Misstrauensvotum im Senat zur Stimmenthaltung aufgerufen. Stattdessen schloss sie sich wenige Tage darauf der liberalen Partei Azione von Carlo Calenda an. 
Bei der Parlamentswahl im September 2022 wurde Carfagna über die gemeinsame Liste der Parteien Azione und Italia Viva als Vertreterin der Region Apulien erneut in die Abgeordnetenkammer gewählt. Bei der Wahl gewann das Rechtsbündnis, Azione steht seither in Opposition zur Regierung von Giorgia Meloni, sodass Carfagna am 22. Oktober 2022 aus ihrem Ministeramt schied. Im November 2022 übernahm sie das Amt der presidente, d. h. formellen Parteivorsitzenden, von Azione; das politische Tagesgeschäft wird aber, wie bei italienischen Parteien üblich, vom segretario (Carlo Calenda) geführt. Seit Januar 2024 gehört Carfagna als eine von 12 Sekretären dem Präsidium der Camera dei deputati an.

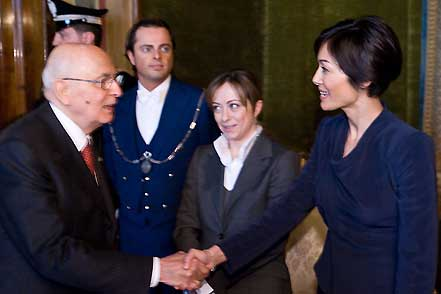
Mara Carfagna und die Jugendministerin Giorgia Meloni mit dem Präsidenten der Italienischen Republik Giorgio Napolitano.
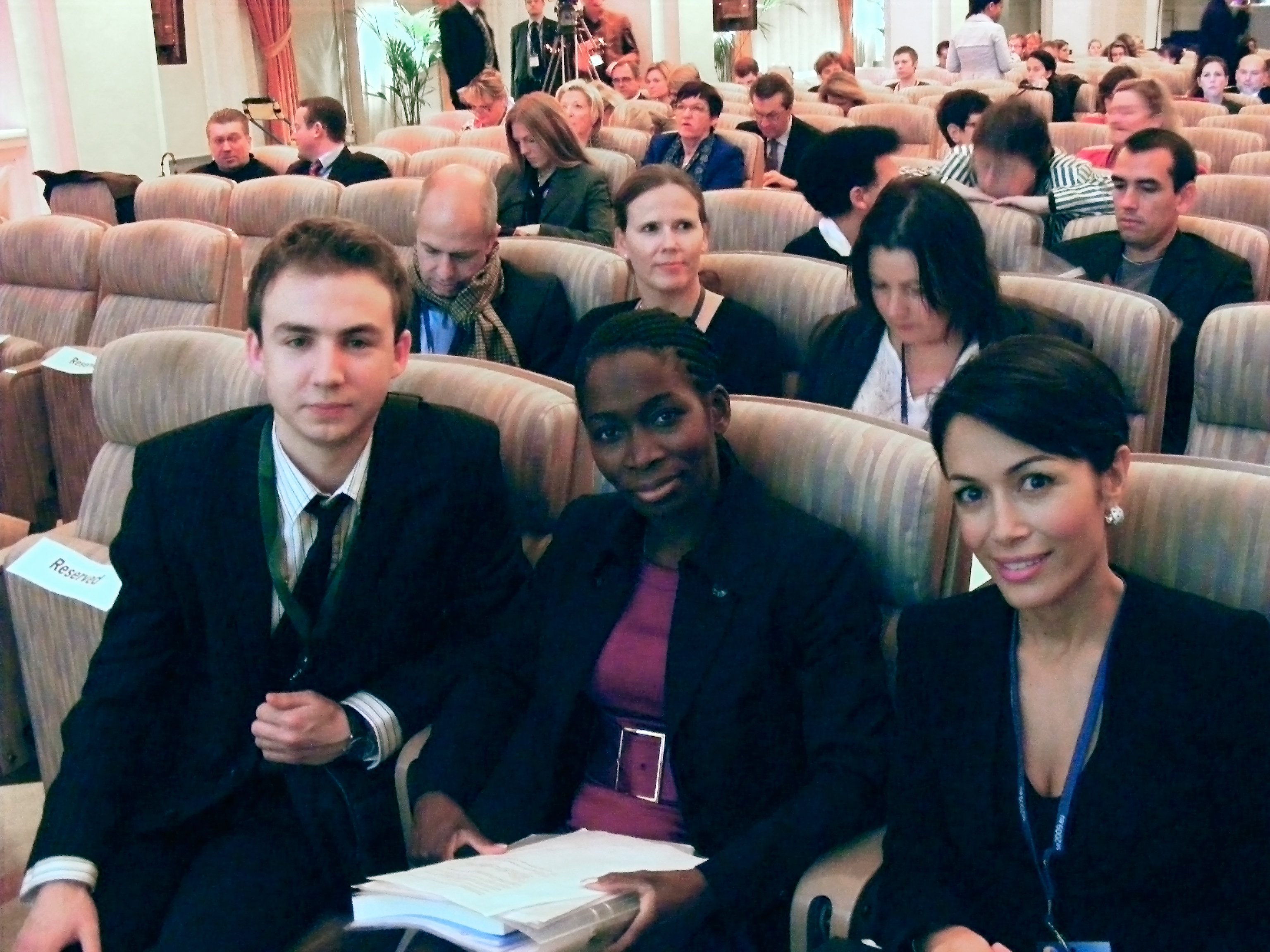
Mara Carfagna mit Paweł Rogaliński und Nyamko Sabuni beim Gleichstellungsgipfel 2009 in Stockholm.

## Kontroversen
Im Januar 2007 geriet sie in eine Kontroverse um Silvio Berlusconi, der bei der Verleihung des Fernsehpreises Telegatto ihr gegenüber bemerkte, dass er, wenn er nicht schon verheiratet wäre, sie sofort ehelichen würde. Diese Bemerkung bewegte seine Ehefrau Veronica Lario zu einem Brief an die Tageszeitung La Repubblica, in dem sie eine öffentliche Entschuldigung verlangte. Berlusconi folgte dieser Aufforderung prompt, Carfagna selbst bezeichnete Berlusconis Kommentar dagegen als „galant und harmlos“ und sagte, sie würde Larios Reaktion nicht ganz verstehen.
Am 5. Juli 2008 berichtete die argentinische Zeitung Clarín über Telefonaufzeichnungen einer genehmigten Überwachung für eine Anti-Korruptions-Untersuchung. Der Reporter Julio Algañaraz schrieb, dass Carfagna und Silvio Berlusconi einen Telefondialog mit expliziten Anspielungen auf eine bestimmte Sexualpraktik hatten.
Die Abhörprotokolle selbst wurden nicht veröffentlicht.